# Dale Coyne Racing
Dale Coyne Racing is een Amerikaans raceteam dat vanaf 2008 deelneemt aan de IndyCar Series. Voorheen nam het deel aan de Champ Car series. Het werd in 1986 opgericht door voormalig coureur Dale Coyne. 
Na het verdwijnen van het Champ Car kampioenschap op het einde van 2007, maakte het team de overstap naar de IndyCar Series. Wijlen Justin Wilson won in 2009 de race op Watkins Glen, de eerste overwinning voor het team ooit.

## Nederlandstalige rijders
De Belgische coureur Eric Bachelart reed met onderbrekingen tussen 1992 en 1995 voor het team met een zevende plaats in de races van Detroit in 1992 en een zevende plaats op het stratencircuit van Long Beach in 1995 als beste resultaat. In 2006 reed de Belg Jan Heylen voor het team. Zijn beste resultaat was een vijfde positie in Cleveland, hij werd veertiende in de eindstand van het kampioenschap. In 2025 rijdt Rinus van Kalmthout voor het team en behaalde een 2e plaats in Toronto.